# 長谷真行
長谷 真行（はせ　まさゆき、1982年7月15日 - ）は、アニメーション・映像制作会社6pucks（シックスパックス）代表プロデューサー。自身がプロデュースを務める短編アニメーション「THE ANCESTOR」が、米国アカデミー賞の公認であるショートショートフィルムフェスティバル2018において、ジャパン部門の優秀賞、東京都知事賞を受賞。「AYESHA」が門真国際映画祭にて大阪府知事賞を受賞する。

## 製作・プロデュース
アニメーション作品　
- THE ANCESTOR（2016年）小原正至監督　声：森山周一郎、粟島瑞丸
- AYESHA（2018）小原正至監督　声：島本須美
- アイアンプレッジ（洋題：IRON PLEDGE、2020年公開予定）袴田くるみ監督   声：森山周一郎

CM
- ドラゴンボール天下一武道祭2017
- 創造プロジェクト〜遠州織物、遠州染物、天竜杉 篇〜2019

MV
- 西浦秀樹「1 DAY」(UNIVERSAL MUSIC/2014年)
- 西浦秀樹「背中」(UNIVERSAL MUSIC/2014年)

番組
- ただ女子がご飯を食べるだけの番組（dTV MEN'S NECO,2018年）

### 展覧会
- 小原正至展（2019年4月13日～4月14日、吉祥寺ココマルシアターにて）

## 出演

### 映画
- 同葬会（2007年）- 主演
- 記憶の支配人（2008年）- 主演
- 20世紀少年<最終章> ぼくらの旗（2009年）
- VINYL BOOK（2009年）- 主演
- MOON PRISM（2010年）
- 懺悔録（2011年）
- イン・ザ・ヒーロー（2014年）-下田　役
- 芦沢アーチダム（公開未定）- 主演
- THE TSUNAMI〜なみならぬ想い〜（2014年公開予定）- 主演

### テレビ
- 今宵のワイン（2003年、フジテレビONE）
- 女と愛とミステリー パートタイム探偵2（2004年、テレビ東京）
- 火曜サスペンス産婦人科医・南雲綾子（2004年、日本テレビ）
- 天花（2004年、NHK）
- おとなの眼鏡〜クリスマス篇〜（2006年、千葉テレビ）
- おとなの眼鏡〜おとしもの篇〜（2007年、千葉テレビ）
- プロポーズ大作戦 (テレビドラマ)（2007年、フジテレビ）
- O-PARTS〜オーパーツ〜（2012年、フジテレビ）
- 特命戦隊ゴーバスターズ（2012年、テレビ朝日）
- 梅ちゃん先生（2012年、NHK）
- ダブルフェイス (テレビドラマ) - （2012年、TBSテレビ・WOWOW共同制作）
- TOKYOエアポート〜東京空港管制保安部〜（2012年、フジテレビ）

### 舞台
- とおりゃんせ〜深川人情澪通り（2004年、明治座・石原プロ提携）
- ニライカナイ〜竜宮からの手紙〜（2005年）
- 酒呑童子（2005年）
- どうしようもない悪党たち（2006年、三宅島災害復興支援公演）
- フリーダム〜女たちの維新史〜（2006年、池袋芸術劇場中ホール）
- アイーダ（2008年、新国立劇場）
- 檻からホットブラザーズ 　サダ　役（2012年、演劇集団Z-Lion第1回旗揚げ公演、NPO ARC タイニイアリス）
- あの日の夕陽は確かに笑った2（2013年、ユーキース・エンタテインメント第7回プロデュース公演、下北沢・小劇場楽園）
- コイズミ・タエコ（2013年、学芸大学・千本桜ホール）
- a Novel 文書くshow 　サダ　役（2013年、演劇集団Z-Lion第2回公演、上野ストアハウス）
- 空飛ぶ猫☆魂＃2『ミエナイ家族のハロー・マイ・ゴースト』ユキオ　役（2013年、下北沢・小劇場楽園、扇谷記念スタジオ・シアターZOO（札幌）、劇団アンゲルス小劇場An.studio（金沢））
- Can you believe ファンタスケッチ？ 　サダ　役（2014年、演劇集団Z-Lion第3回公演、中野BONBON）

### Vシネマ
- ゾンビ自衛隊（2005年）
- 修羅の荒野1（2008年）
- ハングリーハート2（2009年）

### モデル
- GROWING UP 特集（2008年、SE plus website）

### VJ
- Inter FM presents グッドモーニングガレージ wedding party（2007年、ガッチャ!メディア）
- THE INVENTION 初来日LIVE（2007年、ガッチャ!メディア）

### ラジオ
- デコーダーズ〜日本の古都・応徳寺グルメツアー〜（2008年、FM世田谷ラジオドラマ）

### ナレーション
- Hi-νGANDUM（2007年、店頭用PV）

### CM
- 年末ジャンボ宝くじ 赤穂浪士篇（2003年）
- 任天堂Wii NARUTO -ナルト- 疾風伝 激闘忍者大戦!EX（2007年）
- スズキ ソリオ「赤ずきん篇」(2013年)